# (38827) 2000 RQ93
2000 RQ93 (asteroide 38827) é um asteroide da cintura principal. Possui uma excentricidade de 0.06873070 e uma inclinação de 4.35640º.
Este asteroide foi descoberto no dia 4 de setembro de 2000 por LONEOS em Anderson Mesa.